# Bellechester
Bellechester è un comune degli Stati Uniti d'America, situato nello Stato del Minnesota, diviso tra la contea di Goodhue e la contea di Wabasha.

## Storia
Bellechester fu fondata nel 1877 e prese il nome dalla sua posizione a Chester Township, belle deriva dal francese che significa "bello".  Un ufficio postale fu istituito sul lato della contea di Wabasha nel 1879.
Bellechester era un punto di spedizione ferroviario di argilla ceramica.

## Geografia
Secondo lo Ufficio del censimento degli Stati Uniti d'America, la città ha un'area totale di 0,31 miglia quadrate (0,80 km2).